# Epicharitus
Epicharitus là một chi nhện trong họ Gnaphosidae.